# Pek kimcshi
A pek kimcshi (hangul: 백김치, handzsa: 白김치, RR: baek kimchi) az erjesztéssel készülő koreai kimcshi (kimchi) egy változata, a név szó szerinti jelentése „fehér kimcshi (kimchi)”, mivel nem használnak hozzá sok csípős csilipaprikakrémet, mint a hagyományos kimcshi (kimchi)hez.
Készítéséhez felhasználhatnak újhagymát, koreai körtét, gesztenyét, jujubát, gyömbért, fokhagymát. Nagyon kevés, durvára őrölt csilipaprikát is tesznek hozzá.
A pek kimcshi (baek kimchi) könnyű előételként szolgálhat nehezebb ételek (például pulgogi (bulgogi) és kalbi (galbi)) fogyasztásakor.